# Segon Congrés Universitari Català
Segon Congrés Universitari Català celebrat a Barcelona del 7 al 14 d'abril de 1917.
Des del Primer Congrés Universitari Català poc havien canviat les coses i cada cop era més evident el divorci entre la Universitat de Barcelona i el món cultural, econòmic i social que l'envoltava, malgrat algunes notables excepcions. La universitat continuava burocratitzada, rutinària i sense afany de renovar-se. Al seu costat el món polític, cultural i científic evolucionava malgrat la tensió i la conflictivitat social. Des de l'afany de la consecució de l'autonomia política es pensava que l'autonomia universitària podia ser el camí per implicar la universitat en el moviment expansiu de la cultura catalana i que el català fos, també, llengua de docència. Són anys de gran creixement de l'alumnat a la Universitat de Barcelona que provocà l'entrada de nou professorat jove i compromès. Un bon nombre dels quals s'han format i, per tant, conegut, en universitats estrangeres.
En aquest clima, de voluntat de renovació i catalanització de la universitat, el 1917 l'Associació Catalana d'Estudiants, activa organització de l'alumnat, conjuntament amb d'altres entitats convocà el Segon Congrés Universitari Català. L'estudiant Josep M. Batista i Roca serà nomenat president de la comissió organitzadora. El congrés se celebrarà del 7 al 14 d'abril de l'any següent. Aquest Segon Congrés fa aflorar, una vegada més, les tensions existents en el món universitari barceloní entre el sector catalanista i l'espanyolista.
Al contrari del primer, se celebrarà a la mateixa Universitat de Barcelona. Serà inaugurat pel seu rector, el doctor Valentí Carulla, conjuntament amb representants de la Mancomunitat de Catalunya i de l'Ajuntament de Barcelona. Comptà amb una major assistència del professorat que el primer i fou presidit pel catedràtic August Pi i Sunyer, membre de l'Institut d'Estudis Catalans.
El congrés va dividir els seus treball en tres seccions: la primera sobre la personalitat, l'autonomia i el fiançament universitaris; la segona, la més extensa, estudià l'organització i els continguts dels ensenyaments universitaris; la tercera es referí a la situació i drets dels estudiants. Des de la voluntat fer autònoma la Universitat de Barcelona per poder reformar-la.
Es creà una Junta Permanent, presidida per Octavi Saltor, per executar i fer el seguiment dels acords del congrés. La qual, acabat el aquest, adreçà un missatge a la Mancomunitat de Catalunya exposant-li el posicionament contra el vigent model universitari burocràtic i uniformista, amb unes càtedres imposades i amb assignatures que esterilitzen les més benintencionades iniciatives. Denunciant una universitat mancada de recursos econòmics, més preocupada per la docència que per la investigació, la qual, en molts casos, es porta a terme fora de la mateixa universitat.
La Junta Permanent prosseguí durant tres anys els seus treballs. Entre altres activitats organitzà cursos complementaris i seminaris. El mateix 1918 publicava les Conclusions aprovades articulades en forma de bases per a un projecte d'estatut. On s'estableixen amb detall la personalitat i autonomia de la Universitat, el seus òrguens de govern, nombre i classes d'ensenyaments, títols professionals, personal docent, els drets i deures de l'alumnat, etc. Aquestes conclusions portaren, el gener de l'any següent al Projecte d'Estatut de la Universitat Catalana signat per vint-i-sis catedràtics de la Universitat de Barcelona.
Però cal tenir en compte que el 1919 el Congrés de Diputats espanyol rebutjava l'Estatut d'Autonomia presentat per la Mancomunitat de Catalunya i els diputats catalans. Fet que feia difícil l'autogovern de la Universitat de Barcelona. Malgrat l'escàs i moderat miratge d'autonomia universitària barcelonina de 1921, suprimida per decret abans d'un any en plena crisi del règim de la Restauració borbònica.
Però les tasques del Segon Congrés Universitari Català no foren estèrils i serviren en bona part de base per al disseny, no sense dificultats, de la breu però notable experiència de la Universitat Autònoma de Barcelona republicana.

## Publicacions
- II CONGRÉS UNIVERSITARI CATALÀ. Conclusions aprovades. Barcelona: Altés, 1918.
- II CONGRÉS UNIVERSITARI CATALÀ. Projecte d'Estatut de la Universitat de Barcelona. Barcelona: Altés, 1919.